# Хидмагала
Хидмагала (груз. ხიდმაღალა) — село в Грузии, на территории Ланчхутского муниципалитета края (мхаре) Гурия.

## География
Село находится в западной части Грузии, на правом берегу реки Супсы, на расстоянии приблизительно 19 километров (по прямой) к западу от города Ланчхути, административного центра муниципалитета. Абсолютная высота — 8 метров над уровнем моря.

## Население
По результатам официальной переписи населения 2014 года, в Хидмагале проживало 756 человек (363 мужчины и 393 женщины). В национальной структуре населения грузины составляли 99,2 %, курды — 0,4 %, русские — 0,3 %.
| Год  | Население, человек |
| ---- | ------------------ |
| 2002 | 1022               |
| 2014 | ↘ 756              |